# Skákací boty

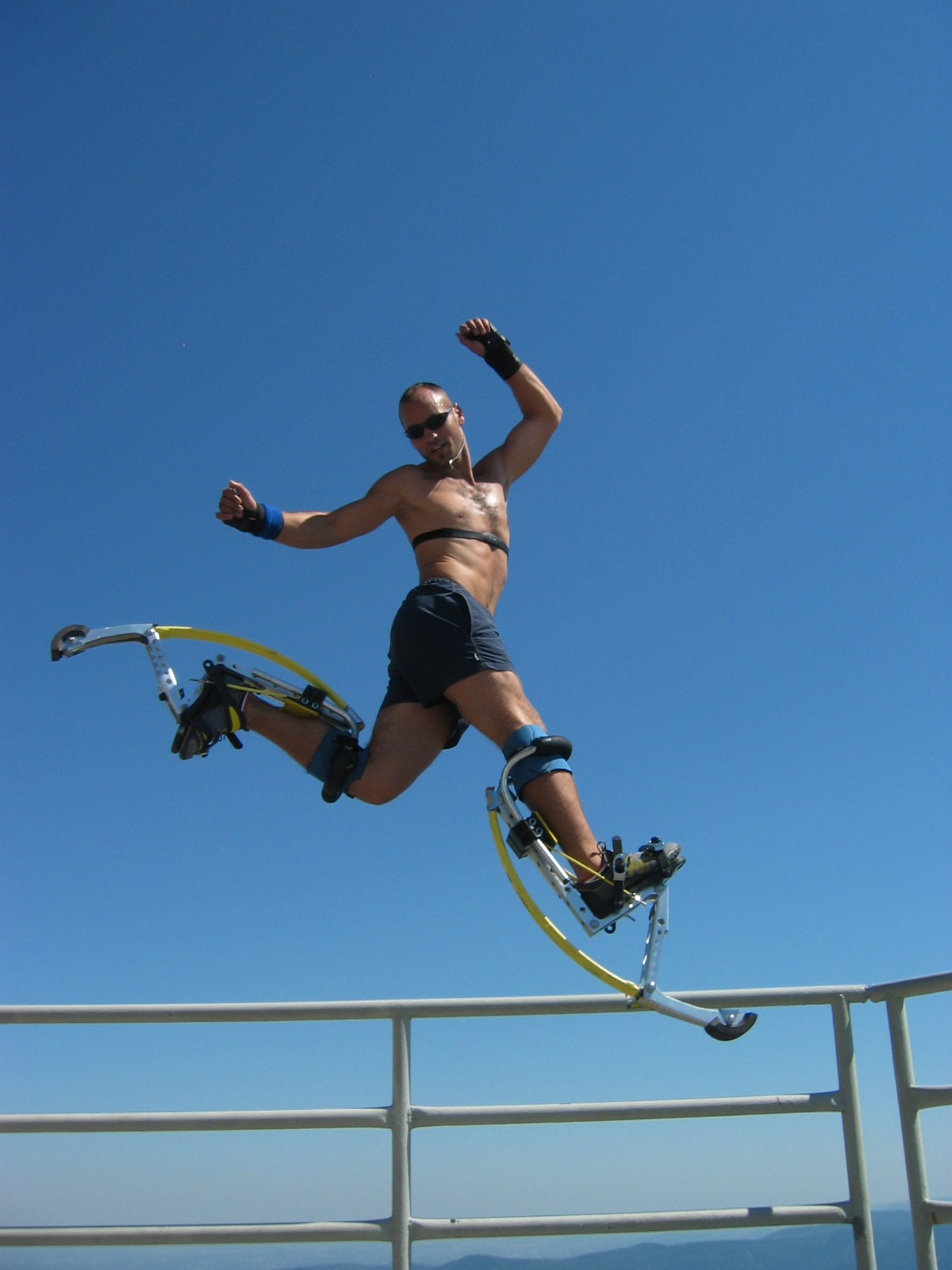
Profesionální skokan

Skákací boty či vzácněji sedmimílové boty nebo skákací chůdy jsou pružinové postroje, které se připínají k botám a umožňují zkušenému uživateli skákání do výšky, rychlý běh, nebo různé akrobatické kreace. Skákání na těchto zařízeních se nazývá anglicky powerbocking.

## Historie
Nápady na využití prostředku poháněného vlastní silou, který by zrychlil pohyb jednotlivce a umožnil zvýšit výskok, prý byly zvažovány i pro zrychlení pěchoty Rudé armády.[zdroj?]
Držitelem patentu skákacích bot, jak je známe dnes, je Alexander Böck z Německa. Evropský patent EP 1 196 220 B1 má datum 2. července 2003, patent USA č. 6 719 671 B1 13. dubna 2004, obojí s datem vzniku práva přednosti (tj. datem podání první přihlášky patentu) 20. července 1999. Vynález byl patentován pod názvem Powerskips. Název powerbocking, označující skákání s botami, je odvozen od jména vynálezce.
Postupem času se objevilo několik značek vyrábějících skákací boty pod licencí Alexandra Böcka, ale také několik nelicencovaných značek. Z licencovaných značek se staly, asi nejúspěšnější a nejrozšířenější značkou, skákací boty Poweriser. V zahraničí se dokonce tento název stal obecným pojmenováním skákacích bot, i v Česku se někdy označují jako „powerisery“.[zdroj?]

## Konstrukce
Ačkoliv se boty jednotlivých výrobců vždy odlišují, princip je stejný. Chodidlo se upevňuje do vázání podobného jako u snowboardu nebo nověji do pásků z odolného suchého zipu. Do postroje je tedy zapotřebí klasická sportovní obuv. Pružina umístěná za oblastí lýtek spojuje podrážku skákací boty a horní objímku, která se upevňuje pod kolenem skokana. Chodidlo je upevněné na podložce, která je s pružinou a kolenním vázáním spojena kloubovým systémem.
Další možností jsou tzv. klokaní boty (anglicky: bounce shoes nebo kangoo jumps), které spíše než pro samotný skok, jsou vhodné pro běh a aerobní cvičení. Původně byly vynalezeny pro atlety po zranění, aby šetřily klouby a urychlovaly rekonvalescenci. Vzhled je podobný botě pro sjezdové lyže, ale jde o subtilnější konstrukci a pod botou je připevněna listová pružina. Klokaní boty Kangoo Jumps neumožňují tak vysoké skoky, jako skákací boty "powerisery". Klokaní boty tlumí, skákací boty skáčou.[zdroj?]

## Výrobci a značky
Každý výrobce vyrábí trochu odlišné boty. Na českém trhu se vyskytují čtyři hlavní značky: A-Jump, PowerStrider, Worker a Skyrunner.
Historicky se můžete na bazarech setkat ještě se značkami Poweriser, 7leagueBoot a UpWing. Tyto značky se však již nevyrábí.
PowerSkip je německý originál, od firmy ALANSportartikel GmbH, Kottgeisering. Tyto boty však výrobce od dob patentu v roce 2000 nijak nevylepšil, takže je již mezi profesionály prakticky vytlačily A-Jump PRO.A pro amatérské skokany jsou zase příliš drahé.
A-Jump jsou boty navržené i vyráběné v ČR skokany HOPsej.cz. Vyrábějí se ve dvou provedeních, přičemž varianta PRO má díl "L" vyfrézován z jednoho kusu. Jedná se tak o nejlehčí skákací boty na světovém trhu.
PowerStrider momentálně nevykazují žádnou aktivitu, ale oficiálně ještě neoznámili ukončení výroby. Byly to lepší čínské skákací boty, určené skokanům do 90 kg. Při profesionálním využití a u těžších skokanů se velice rychle opotřebovalo horní ložisko, vyrobené z nedostatečně kvalitních materiálů.
SkyRunner a Worker jsou nejlevnějšími botami na trhu. Jsou vhodné pro začátečníky a lidi, kteří si nejsou jisti, jak dlouho je bude powerbocking bavit.
Hlavními nevýhodami je vyšší hmotnost, nenastavitelná šířka horního vázání holeně (s tím souvisí nemožnost seřízení podle toho, zda má skokan nohy do "X", nebo do "O"). Spodní vázání není tak pohodlné a spolehlivé jako u dražších bot.
Výhodou skákacích bot Worker je skutečnost, že se vyrábějí také v dětské zmenšené variantě.

## Použití
Podle článku z roku 2008 skákací boty umožňovaly skokanům dosahovat výšky výskoku přes 1,5 m a rychlosti běhu přes 30 km/h. V současnosti[kdy?] skákací boty umožňují skokanům dosahovat výšky výskoku přes 2 metry a rychlosti běhu až 40 km/h.[zdroj?]
Chůze, běh i samotné skákání s botami je poměrně fyzicky náročná činnost, a je tak nemožné skákací boty využít na běh v řádu několika kilometrů. Využití se najde především v oblasti měst, obdobně jako skateboard. V roce 2008 se objevily během zakončovacího ceremoniálu OH v Pekingu, čemuž předcházelo náročné nacvičování.
Ačkoliv skákací boty nikdy nedosáhly masového nasazení jako například kolečkové brusle, začaly se utvářet jednotlivé kluby i sportovní oddíly zaměřující se právě na tento sportovní nástroj. Objevují se také nové soutěže a setkání skokanů.
V České republice je propagace powerbockingových aktivit, pořádání akcí a vytváření komunit zabývajících se touto činností úzce spojeno s obchodní činností výhradních dovozců skákacích bot některých značek.
Asi nejaktivnějším propagátorem značky Poweriser v Praze je Daniel Fajmon, alias "Apo". V Brně je významné uskupení 7Brno, které každoročně pořádá setkání skokanů a orientační běhy. Další skupiny pořádají různé akce také v Chrudimi a v Ostravě. Tyto skupiny se věnují výchově nových skokanů a propagaci skákacích bot (Apo na úrovni DDM).

## V uměleckých dílech
Název sedmimílové boty odkazuje na podobnost s kouzelným vybavením, které se vyskytovalo v některých dávných pohádkách a umožňovalo rychlý pěší přesun na velké vzdálenosti velkými skoky. U nás například v seriálu Arabela.
Speciální pérové boty používal podle městských legend už Pérák, skákající přízrak v Praze i jinde v době druhé světové války.
Další použití mají boty např. u filmu při natáčení scén s kentaury. Osoba s botami má od pasu dolů obvykle modré přiléhavé tepláky s oranžovými značkami (body vyznačující např. klouby pro pozdější snadnější animaci). Tělo kentaura je poté k houpavému pohybu člověka doanimováno. Takovým filmem je například film Letopisy Narnie: Princ Kaspian z roku 2008.